# Bihor (hạt)
Bihor (/bi.'hor/), tiếng Hungari: Bihar (/bi.'har/), là một hạt của România, thủ phủ là Oradea.

## Nhân khẩu
Năm 2002, Bihor có dân số 600.223 người với mật độ dân số là 79,56 người/km². 48,6% dân số sống ở thành thị, thấp hơn mức trung bình của Rumani.
- Người Romania – 67,60%[1]
- Người Hungari - 26%
- Người Di-gan - 5%
- Người Slovakia – 1,2%
- Người Đức – 0,2%

### Tôn giáo
99.6% dân số theo Thiên Chúa giáo and of these:
- Giáo hội chính thống Rumani – 59,7%
- Công giáo – 11,5% (Công giáo Rôma – 9,2%; Công giáo Hy Lạp – 2,3%)
- Cải cách – 15,3%;
- Pentecostal – 5,7%;
- Baptist – 3,7%;
- Adventist – 2,9%;
- Lutheran – 0,6%;
- Evangelical
- Churches of Christ - 0.2%

| Năm  | Dân số của hạt |
| ---- | -------------- |
| 1948 | 536.323        |
| 1956 | 574.488        |
| 1966 | 586.460        |
| 1977 | 633.094        |
| 1992 | 638.863        |
| 2002 | 600.246        |

## Các hạt giáp ranh
- Sălaj (hạt), Cluj (hạt) và Alba (hạt) về phía đông.
- Hungary về phía tây - Hajdú-Bihar (hạt).
- Satu Mare (hạt) về phía bắc.
- Arad (hạt) về phía nam.

## Kinh tế
Bihor là một trong những hạt thịnh vượng nhất ở Rumani, với GDP đầu người cao hơn mức trung bình của quốc gia này. Hạt này có tỷ lệ thất nghiệp thấp nhất Rumani và thuộc hàng thấp nhất ở châu Âu, với tỷ lệ thất nghiệp chỉ 2,4% so với mức trung bình 5,1% của Rumani. Năm 2003, 25,1% dân số hạt này sống dưới mức nghèo khổ quốc gia nhưng năm 2005 mức này còn 20%. Các ngành kinh tế gồm dệt, thực phẩm và đồ uống, cơ khí, luyện kim.

## Phân chia đơn vị hành chính
Hạt này có 4 đô thị, 6 thị xã and 90 xã.

### Các đô thị
- Oradea
- Beiuș
- Marghita
- Salonta

### Thị xã
- Aleșd
- Nucet
- Săcueni
- Ștei
- Valea lui Mihai
- Vașcău

### Các xã
| - Abram - Abrămuț - Aștileu - Aușeu - Avram Iancu - Balc - Batăr - Biharia - Boianu Mare - Borod - Borș - Bratca - Brusturi - Budureasa - Buduslău - Bulz - Buntești - Căbești - Câmpani | - Căpâlna - Cărpinet - Cefa - Ceica - Cetariu - Cherechiu - Chișlaz - Ciuhoi - Ciumeghiu - Cociuba Mare - Copăcel - Criștioru de Jos - Curățele - Curtuișeni - Derna - Diosig - Dobrești - Drăgănești - Drăgești | - Finiș - Gepiu - Girișu de Criș - Hidișelu de Sus - Holod - Husasău de Tinca - Ineu - Lăzăreni - Lazuri de Beiuș - Lugașu de Jos - Lunca - Mădăras - Măgești - Nojorid - Olcea - Oșorhei - Paleu - Pietroasa - Pocola | - Pomezeu - Popești - Răbăgani - Remetea - Rieni - Roșia - Roșiori - Sâmbăta - Sânnicolau Român - Sânmartin - Sântandrei - Sârbi - Săcădat - Sălacea - Sălard - Spinuș - Suplacu de Barcău - Șimian - Șinteu | - Șoimi - Șuncuiuș - Tămășeu - Tărcaia - Tarcea - Tăuteu - Tileagd - Tinca - Toboliu - Tulca - Țețchea - Uileacu de Beiuș - Vadu Crișului - Vârciorog - Viișoara |